# Now Is Good
Now Is Good (bra: Agora e Para Sempre; prt: Agora Fico Bem) é um filme britânico de 2012, do gênero comédia dramática, dirigido por Ol Parker.

## Sinopse
Tessa (Fanning) é diagnosticada com leucemia linfoblástica aguda. Apesar de seus quatro anos de devoção a quimioterapia, ela descobriu que ela vai morrer e vem com uma lista de coisas que ela quer fazer antes de morrer, incluindo alguns comportamentos de risco que ela considera necessários para ter "vivido".

## Elenco
- Dakota Fanning... Tessa Scott
- Kaya Scodelario... Zoey
- Olivia Williams... Mãe
- Jeremy Irvine... Adam
- Rose Leslie... Fiona
- Paddy Considine.... Pai

## Recepção
Now Is Good recebeu críticas mistas dos críticos quando foi lançado em setembro de 2012. The Guardian concedeu duas de cinco estrelas e disse que "nunca se eleva acima de ser uma coleção de clichês, apesar de algumas performances dignas".